# União das Freguesias de Agualva e Mira Sintra
União das Freguesias de Agualva e Mira Sintra, kurz Agualva e Mira Sintra ist eine Gemeinde (Freguesia) im portugiesischen Kreis (Concelho) von Sintra. Die Gemeinde stellt eine Hälfte der Stadt Agualva-Cacém dar.
Die Gemeinde hat 41.323 Einwohner auf einer Fläche von 9,15 km² (Zahlen nach Stand 2021).
Sie entstand im Zuge der Gebietsreform vom 29. September 2013 durch Zusammenlegung der Gemeinden Agualva und Mira Sintra. Agualva ist Sitz dieser neu gebildeten Gemeinde.